# Прапор Бершаді
Пра́пор Бе́ршаді затверджений рішенням міської ради.

## Опис
Прапор являє собою прямокутне полотнище червоного кольору із співвідношенням сторін 2:3. Кольори прапора — червоний та білий — взяті з горішньої та долішньої частин герба міста. На прапорі — дві червоні, одна біла та дві блакитні смуги. Держак прапора (довжина — 2,5 м, діаметр — 5 см) — пофарбований у жовтий колір. Верхівка увінчана металевою маківницею, кулястим наконечником жовтого кольору, що кріпиться (нагвинчується) на базу такого ж кольору.

## Значення
Червоні смуги прапора символізують основний колір герба міста, біла смуга відтворена з нижньої частини герба. Поєднання двох кольорів свідчить про належність міста до Вінниччини, а зображення головного елемента герба міста (земляне укріплення) представляє її південну частину — місто Бершадь. Дві блакитні смуги — символ двох згаданих річок.

## Історія

### Прапор 2001-2009рр.

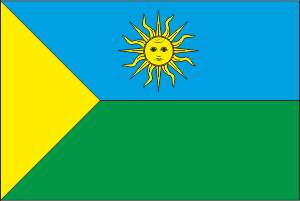
Прапор 2001-2009рр.

Затверджений 26 червня 2001р. рiшенням №XV XXIII сесії міської ради.
Прямокутне полотнище із співвідношенням сторін 2:3 складається з двох рівновеликих горизонтальних смуг – синьої і зеленої. В центрі синьої смуги жовте сонце з людським обличчям. Від древкових кутів до третини довжини виходить жовтий трикутник.